# The Rise and Rule of Ancient Empires
The Rise and Rule of Ancient Empires è un videogioco strategico a turni per Windows prodotto nel 1996 da Impressions Games e pubblicato da Sierra Entertainment. Uscito il 18 marzo del 1996, è apparso nelle classifiche best seller negli Stati Uniti dal 27 aprile al 25 maggio.
Permette di controllare diverse civiltà dell'antichità; come nella serie di Civilization, ogni città è capace di produrre unità militari o civili, come coloni, filosofi, mercanti, fanteria, cavalleria e artiglieria.

## Modalità di gioco
Il gioco consente di giocare una partita offline fino a quattro giocatori umani sullo stesso computer, o una in multigiocatore online tramite modem. Durante la partita, è possibile attivare o disattivare varie opzioni di gioco, tra cui Autopilota (utile durante una partita multigiocatore) ed Eventi casuali (comprendenti terremoti, alluvioni, incendi, perfino invasioni barbariche, barbari che diverranno sempre più forti col passare del tempo).
Il giocatore inizia con solo un colono, seguendo esattamente le regole standard dei primi titoli del franchise Civilization. Ovviamente, la cosa più logica di tutte sarebbe fondare la prima città, rinominabile con nomi casuali ma anche personalizzabili dal giocatore (ma solo al momento della fondazione della città). Il successo di un impero dipende da come sono gestite le città costruite, che, a seconda del livello di popolazione e delle strutture presenti, possono passare da villaggi a borghi, a grandi città.
All'interno di ogni città, sono già costruiti due edifici: il centro città e l'accademia. Il primo, il centro città, consente di visualizzare in maniera più precisa l'affinità della città al leader, con una barra chiamata Barra Impero. Tale barra sale in caso ci siano molti edifici, vi siano sufficienti quantità di cibo in eccesso oppure persiste il commercio con un'altra città, propria oppure straniera; è possibile migliorare la barra impero tramite un'unità speciale chiamata filosofo. L'altro edificio, l'accademia, serve invece per impostare le cinque barre di ricerca: generale (tecnologie necessarie per la costruzione di varie strutture), saggezza (tecnologie di natura spirituale per la struttura politica), ingegneria (tecnologie che permettono la costruzione di edifici come strade, laboratori e mura cittadine), medica (tecnologie che migliorano la salute delle città e delle armate) e marziale (tecnologie per l'esercito). Per immagazzinare cibo, ricercare tecnologie, costruire edifici e reclutare unità, bisogna equilibrare le barre inferiori della città; queste barre sono cibo (azzurra), ricerca (gialla), produzione (verde) e raccolta risorse (rossa). Ogni città, inoltre, non presenta una sola quantità di ricerca, produzione di cibo e risorse, e come se fossero tutte città-stato invece che città di un vero e proprio impero, le città presenteranno salute (croci rosse), morale (cuori azzurri) e qualità (fulmini).
La qualità iniziale di una singola città appena fondata è sempre zero, e serviranno edifici per migliorarla. Salute e morale si comportano come fossero barre varie e proprie, anche perché esse migliorano o peggiorano a seconda dei casi. Nel riquadro del cibo, i piatti di cibo rappresenteranno i viveri disponibili per la popolazione, i piatti nei riquadri verdi quello in eccesso, i piatti con posate quello consumato dalle armate presenti nella città, i piatti vuoti nei riquadri rossi quello consumato, che influirà negativamente sulla popolazione e sulla sua crescita, e le balle di fieno nei riquadri rossi quello sprecato. Nel riquadro di produzione, i martelli sono la produzione effettiva, i martelli nei riquadri rossi un segno di lavoratori eccessivi e poche risorse, e i minerali dei riquadri rossi le risorse sprecate per la carenza di lavoratori al fronte delle tante risorse prodotte. Altro importante edificio cittadino è il magazzino, che consente di immagazzinare risorse in eccesso favorendo così la produzione di risorse, la costruzione di edifici e il reclutamento di unità, così come, allo stesso tempo, la produzione di cibo e la conseguente crescita della popolazione.
È possibile inoltre mandare dei filosofi verso altre città per insegnare le conoscenze della città natale, conseguire viaggi commerciali con altre città, sia proprie che appartenenti ad altre città, o addirittura costruire coltivazioni in modo da creare un rifornimento stabile di cibo, soprattutto in città contenenti grandi armate.

### Civiltà giocabili
Sei sono le civiltà giocabili:
- Greci: guidati da Omero, i Greci iniziano con conoscenze generali e marziali, che migliorano rispettivamente la quantità di costruzione di edifici e la qualità degli eserciti. I loro punti di forza sono fanteria media e pesante, dato che possiedono maggiori attacco e difesa rispetto alle altre culture. Tendono a costruire città nelle coste e nelle foreste. La loro Meraviglia è modellata sul leggendario Colosso di Rodi, e richiede una piena misura di conoscenze generali, ingegneristiche e marziali.
- Egizi: guidati da Nefertiri, gli Egizi iniziano con conoscenze sagge ed ingegneristiche, data la loro lealtà spirituale. La loro Meraviglia sono le Piramidi, che richiedono una piena misura di conoscenze generali, sagge ed ingegneristiche.
- Indiani: guidati da Chandragupta, gli Indiani iniziano con conoscenza saggia, e possiedono una forte fanteria leggera.
- Mesopotamici: guidati da Sargon, i Mesopotamici cominciano con conoscenza ingegneristica, il che li aiuta a costruire nuove strutture civiche come mura e strade. I loro punti di forza sono la fanteria leggera e le galee leggere, data la loro storica propensione su viaggi marittimi. La loro Meraviglia del mondo sono i Giardini Pensili, come quelli di Babilonia, che richiedono una piena misura di conoscenze sagge, ingegneristiche e mediche.
- Cinesi: guidati dal Generale Gao, i Cinesi iniziano con conoscenze mediche e qualche conoscenza marziale, e possiedono forti truppe di cavalleria pesante.
- Celti: guidati da Leif, i Celti iniziano con conoscenze marziali. Possiedono uno dei tipi di truppe più forti del gioco, e forti galee leggere. Tendono a colonizzare coste, foreste e montagne. La loro Meraviglia si basa sul Stonehenge, e richiede una piena misura di conoscenze sagge, ingegneristiche e marziali.

### Unità
- Fanteria leggera: sono disponibili all'inizio del gioco, e possiedono poca armatura e scarso equipaggiamento da guerra. Indiani e Mesopotamici possiedono forte fanteria leggera, ma i barbari possiedono quella più forte.
- Fanteria media: dispongono appunto di equipaggiamento ed armatura intermedi, e per reclutarli è necessaria una caserma. Greci e barbari possiedono forte fanteria media.
- Fanteria pesante: sono la fanteria migliore, ancora più potente se in massa. Sono disponibili solo con una caserma di terzo livello. I Greci e i barbari possiedono forte fanteria pesante.
- Cavalleria leggera: disponibili soltanto dopo la costruzione di un fabbro, sono unità veloci e abbastanza forti. Gli Indiani hanno la cavalleria leggera più forte, ma Cinesi e barbari ne possiedono un tipo speciale.
- Cavalleria pesante: sbloccabili dopo aver costruito un fabbro di secondo livello, sono unità veloci e molto forti. Egizi, Cinesi e barbari possiedono la cavalleria pesante più potente.
- Incursori del deserto: portano più cibo rispetto alla cavalleria pesante, sono sbloccabili dopo la costruzione del fabbro di livello tre e sono molto utili nel deserto. Disponibili per Egizi e stranamente anche per Greci, Cinesi e Celti.
- Elefanti: disponibili solo dopo aver costruito il fabbro di terzo livello, sono più capaci in attacco e difesa e portano più cibo rispetto alla cavalleria pesante. Solo i Mesopotamici e gli Indiani possono reclutarli.
- Missilistica leggera: richiedono un laboratorio di primo livello per essere reclutati, e possono essere arcieri, frombolieri o giavellottisti, e comunque capaci di attaccare sempre per primi.
- Missilistica pesante: possono essere catapulte, balliste o trabocchi e si sbloccano dopo la costruzione del laboratorio livello due. Deboli in difesa e piuttosto lenti, sono però capaci di attaccare perfino prima degli arcieri a causa del loro lungo raggio. I Cinesi possiedono forte missilistica pesante.
- Galea leggera: indispensabili per una fiorente civiltà, sono utili per l'esplorazione marittima, e possono trasportare fino a 2/3 unità a bordo. Serve un laboratorio di primo livello per poterle costruire. Egizi, Mesopotamici e Celtici possiedono le migliori galee leggere.
- Galea pesante: molto adatte per il combattimento, esse possono trasportare ciascuna fino a 4/5 unità a bordo. Serve un laboratorio di terzo livello per costruirle. I barbari possiedono le più forti galee pesanti del gioco.
- Filosofo: migliorano la felicità presente nelle città, e se mandate in città di altri imperi possono modificare l'affinità delle città colpite nei confronti di chi li ha mandati. Per produrli, bisogna prima completare il 10% di ciascuna delle barre di ricerca della città dove si intende reclutarlo.
- Mercante: sbloccabile dopo aver costruito un mercato, serve per stabilire rotte commerciali all'interno del proprio impero, oppure nei confronti di altre civiltà.
- Colono: disponibile fin dall'inizio del gioco, serve per fondare nuove città.

## Accoglienza
| Testata              | Giudizio |
| -------------------- | -------- |
| CGW                  | 40%      |
| Game Revolution      | 16%      |
| GameSpot             | 62%      |
| Coming Soon Magazine | 72%      |
| PC Gameplay          | 70%      |
| PC Games             | 56%      |
| Power Play           | 54%      |
| PC Player            | 40%      |

Il gioco è stato accolto in modo sufficiente, in quanto considerato meno fluido di Civilization II e un po' grezzo, ma utile per novizi nel formato di costruzione di imperi. Dopo la sua uscita nel 1996, il gioco è apparso nelle classifiche bestseller di fine settimana negli Stati Uniti dal 27 aprile al 25 maggio.